# Referèndum grec de 1974
El 8 de desembre de 1974 es va celebrar a Grècia un referèndum sobre el manteniment de la república. Després de la caiguda de la junta militar que governava el país des de 1967, la qüestió de la forma de govern va quedar sense resoldre. La Junta ja havia organitzat un referèndum celebrat el 29 de juliol de 1973, que va donar lloc a la instauració de la República. No obstant això, després de la caiguda del règim militar, el nou govern, presidit per Konstandinos Karamanlís, va decidir celebrar-ne un altre, ja que els actes jurídics de la Junta es consideraven nuls. El nou govern va prohibir a Constantí II, l'antic Rei, tornar a Grècia per a fer campanya en el referèndum, però el govern de Karamanlís li va permetre fer un discurs televisat a la nació. La proposta va ser aprovada pel 69,2% dels votants, amb una participació del 75,6%.